# Гаврель-Чокрак
Гаврель-Чокрак — каптированный источник на северном склоне Бабуган-яйлы в Крыму. Расположен рядом с Гаврельской (Большой Монастырской) поляной на высоте 1059 м на территории Крымского природного заповедника. Каптаж-водопой для животных.

## Исторические упоминания

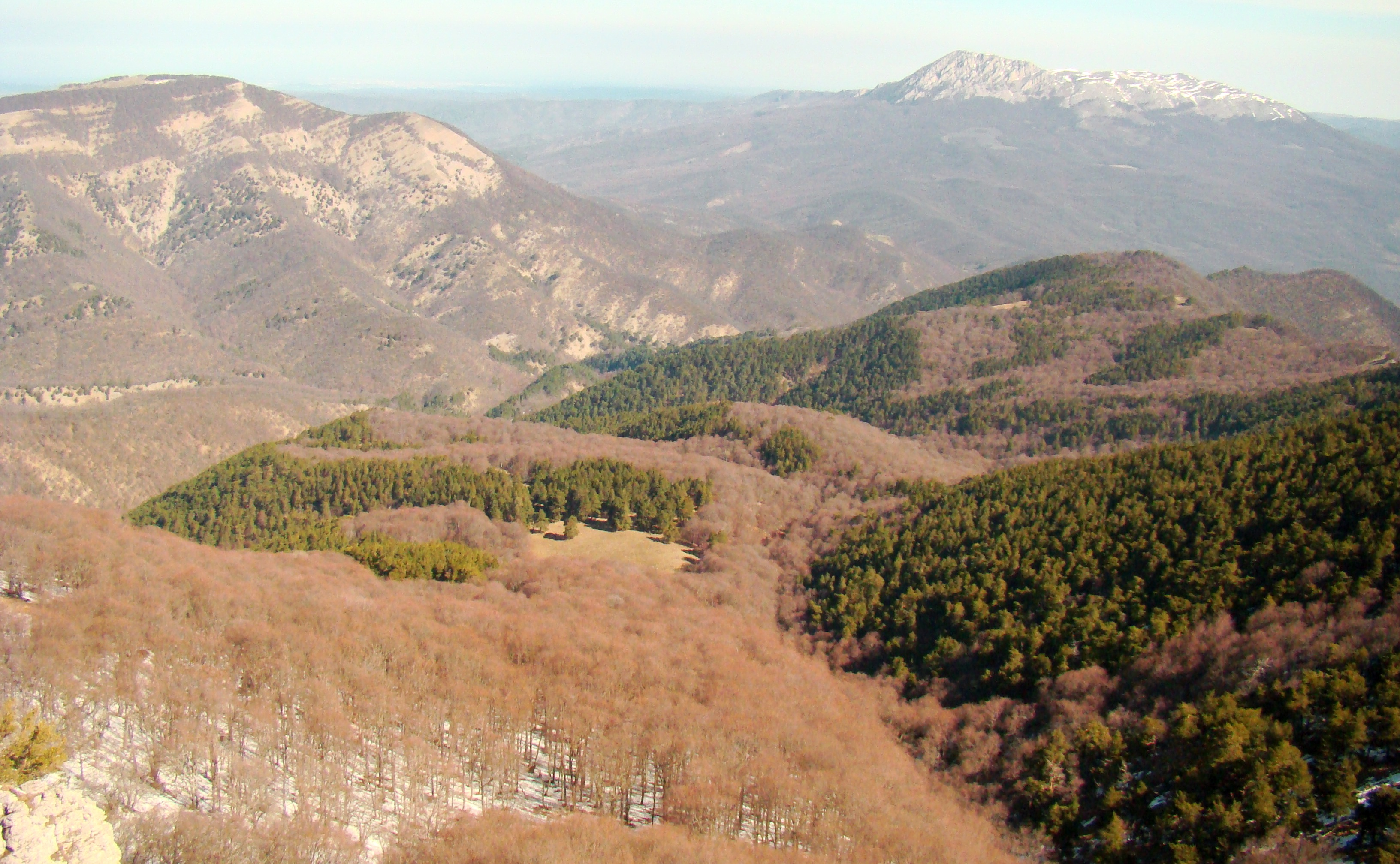
Гаврельская поляна со склона Бабуган-яйлы. Гаврель-Чокрак в понижении справа от поляны

Этимология названия на тюркских языках — Гаврель — Гавриил.
Изображение родника на картах появляется в 1890-х годах на верстовке Военно-топографического Депо, а затем на карте-схеме гидролога Н. А. Головкинского, составленной им для отчёта «Источники Чатырдага и Бабугана» 1893 года. В отчёте родник значится под номером 106: «Гаврель-чокрак. Дебит: менее 25 ведер в сутки. Вода застаивается при выходе. Почва — известняковый щебень.»
Описания спуска к роднику от перевала дано у Н. А. Головкинского в «Путеводителе по Крыму» 1894 года: «Путник должен держать на С, к краю яйлы и спускаться в Гаврелъ-богаз, чрез который идет путь в Косьмодемьянский монастырь и вообще в долину Алмы. … Сажен на полтораста ниже яйлы, в юго-восточной части Гаврельской поляны есть небольшой источник и группы развесистых буков, под которыми можно хорошо расположиться на ночлег.»
Описание спуска от Гаврель-богаза на Большую Монастырскую поляну из путеводителя Крымского Горного Клуба, составленное В. А. Меркуловым: «Выйдя через мин. 20 ходьбы на довольно большую поляну (вправо от тропы родник), тропа поворачивает на З. Ю.-Зап. и через мин. 15 довольно крутого спуска по лесной балке выходит к ущелью Гаврель по восточной стороне которого и идет мин. 20 … в монастырь.»
Краткие описания спуска к роднику от Гаврель-богаза есть и в путеводителе «Крым» под редакцией К. Ю. Бумбера.

## Описание
При спуске на Гаврельскую поляну источник оказывается справа. Расположен на территории Крымского природного заповедника. Каптаж-водопой для животных. Расположен в тальвеге широкого оврага, правого рукава балки Гаврель. Верховье оврага начинается под перевалом Гаврель-богаз. Правый борт этого оврага это западный склон отрога хребта Конёк. К роднику можно спуститься с перевала по тропе. Движение вниз выводит на Большую Монастырскую (Гавриельскую) поляну. На восток от поляны в овраге мини-запруда. Она наполняется водой Гаврель-чокрак, находящегося в 15 метрах выше. В выход воды заглублена чёрная пластиковая труба диаметром 50 мм, а сам выход укрыт землёй. Из трубы вода льётся в сколоченное из досок корыто, с переливами во второе и третье корыта. Вокруг старые груши. Есть 2-3 площадки с костровищами и местом для палатки.